# Retinoide

Compuestos retinoides de primera y segunda generación.

Los retinoides son un tipo de compuesto químico que están relacionados químicamente con la vitamina A. Se emplean en medicina, principalmente debido a su acción sobre el crecimiento de las células epiteliales.
Los retinoides tienen muchas funciones importantes en el organismo,  incluyendo un papel importante en la visión, regulación de la proliferación y diferenciación celular, crecimiento óseo, función inmune, y activación de genes supresores de tumores.
Se están realizando investigaciones sobre sus capacidades para tratar diferentes tipos de cánceres de piel. Actualmente, el ácido 9-cis-retinoico se emplea por vía tópica en el tratamiento del Sarcoma de Kaposi.

## Tipos
Pueden dividirse en 3 generaciones.
- 1ª generación: retinol, retinal, tretinoína (ácido retinoico, Retin-A), isotretinoína, y alitretinoína
- 2ª generación: etretinato y su metabolito acitretina.
- 3ª generación: tazaroteno, bexaroteno y adapaleno.
- 4ª generación: trifarotene[1]

## Estructura
La estructura básica de una molécula retinoide consiste de un grupo final cíclico, una cadena lateral de polieno y un grupo final polar. El sistema conjugado formado por los dobles enlaces C=C alternados en la cadena lateral de polieno son responsables del color de los retinoides (generalmente amarillo, naranjo o rojo). Por lo tanto, muchos retinoides son cromóforos. La alternancia de cadenas laterales y grupos finales crean las diversas clases de retinoides.
La primera y segunda generación de retinoides son capaces de unirse con varios receptores retinoides debido a su flexibilidad, causada por sus alternancias de enlaces simples y dobles.
La tercera generación de retinoides son menos flexible que la primera y segunda generación, por lo tanto, interactúan con menos receptores retinoides.

## Absorción
La fuente principal de retinoides de la dieta son ésteres de retinilo derivados de fuentes animales. Los ésteres de retinilo son hidrolizados en el lumen intestinal para producir retinol libre y el ácido graso correspondiente (es decir, palmitato o estearato). Después de la hidrólisis, el retinol es absorbido por los enterocitos. La hidrólisis de los ésteres de retinilo requieren la presencia de sales biliares que sirven para solubilizar los ésteres de retinilo en micelas mixtas y para activar las enzimas hidrolizantes.
Varias enzimas que están presentes en el lumen intestinal pueden estar involucradas en la hidrólisis de ésteres de retinilo dietéticos. El colesterol esterasa es secretado en el lumen intestinal desde el páncreas y se ha demostrado in vitro de mostrar actividad hidrolasa de éster de retinilo. Además, una hidrolasa de éster de retinilo que es intrínseca a la membrana del borde en cepillo del intestino delgado ha sido caracterizada en la rata, así como en el humano. Las diferentes enzimas hidrolizantes son activadas por diferentes tipos de sales biliares y tienen distintas especificidades de sustrato. Por ejemplo, mientras que la esterasa pancreática es selectiva para los ésteres de retinilo de cadena corta, la enzima de membrana del borde en cepillo hidroliza preferentemente los ésteres de retinilo que contienen un ácido graso de cadena larga tales como el palmitato o estearato. El retinol entra en las células de absorción del intestino delgado, preferentemente en la forma todo-trans-retinol.

## Usos
Los retinoides se utilizan en el tratamiento de muchas enfermedades diversas y son eficaces en el tratamiento de una serie de condiciones dermatológicas tales como los trastornos inflamatorios de la piel, cánceres de piel, trastornos de aumento de la renovación celular (por ejemplo, la psoriasis), y fotoenvejecimiento.
Condiciones comunes de la piel tratados con retinoides incluyen el acné y la psoriasis.
La isotretinoína no solo se considera la única cura posible conocida del acné en algunos pacientes, sino que era originalmente un tratamiento de quimioterapia para ciertos tipos de cánceres, tal como la leucemia.

## Síntesis
Los retinoides pueden ser sintetizados en una variedad de maneras. Un procedimiento común para reducir la toxicidad retinoica y mejorar la actividad retinoica es la glucuronidación. Walker et al. han propuesto una novedosa síntesis para lograr la glucuronidación.

## Toxicidad
Los efectos tóxicos se producen con una ingesta elevada prolongada. La toxicidad específica está relacionada con el tiempo de exposición y la concentración de la exposición. Un signo clínico de una intoxicación crónica es la presencia de inflamaciones sensibles dolorosas en los huesos largos. También podría ocurrir anorexia, lesiones en la piel, alopecia (pérdida de cabello), hepatosplenomegalia, edema de papila, hemorragia, malestar general, hipertensión intracraneal, y la muerte.
La sobredosis crónica también causa un aumento de la labilidad de las membranas biológicas y de la capa externa de la piel de pelarse.
Investigaciones recientes han sugerido un rol de los retinoides en efectos adversos cutáneos en una variedad de medicamentos incluyendo el antimalárico proguanil. Se propone que los medicamentos tales como el proguanil actúan alterarando la homeostasis de retinoides.
Los retinoides sistémicos (isotretinoína, etretinato) están contraindicados durante el embarazo ya que pueden causar defectos en el SNC, defectos cráneo-faciales, cardiovasculares y otros.